# NGC 2087
NGC 2087 (również PGC 17684) – galaktyka spiralna z poprzeczką (SBa), znajdująca się w gwiazdozbiorze Malarza. Odkrył ją John Herschel 6 grudnia 1834 roku.